# Bouvellemont
Bouvellemont ist eine französische Gemeinde mit 118 Einwohnern (Stand: 1. Januar 2022) im Département Ardennes in der Region Grand Est (vor 2016 Champagne-Ardenne). Sie gehört zum Arrondissement Charleville-Mézières, zum Kanton Nouvion-sur-Meuse und zum Gemeindeverband Crêtes Préardennaises.

## Geografie
Die Gemeinde Bouvellemont liegt 19 Kilometer südlich von Charleville-Mézières. Umgeben wird Bouvellemont von den Nachbargemeinden Baâlons im Norden, Chagny im Osten, Jonval im Süden sowie Saint-Loup-Terrier im Westen.

## Bevölkerungsentwicklung
| Jahr                       | 1962 | 1968 | 1975 | 1982 | 1990 | 1999 | 2006 | 2011 | 2019 |
| -------------------------- | ---- | ---- | ---- | ---- | ---- | ---- | ---- | ---- | ---- |
| Einwohner                  | 80   | 88   | 94   | 83   | 97   | 79   | 98   | 95   | 129  |
| Quellen: Cassini und INSEE |      |      |      |      |      |      |      |      |      |

## Sehenswürdigkeiten

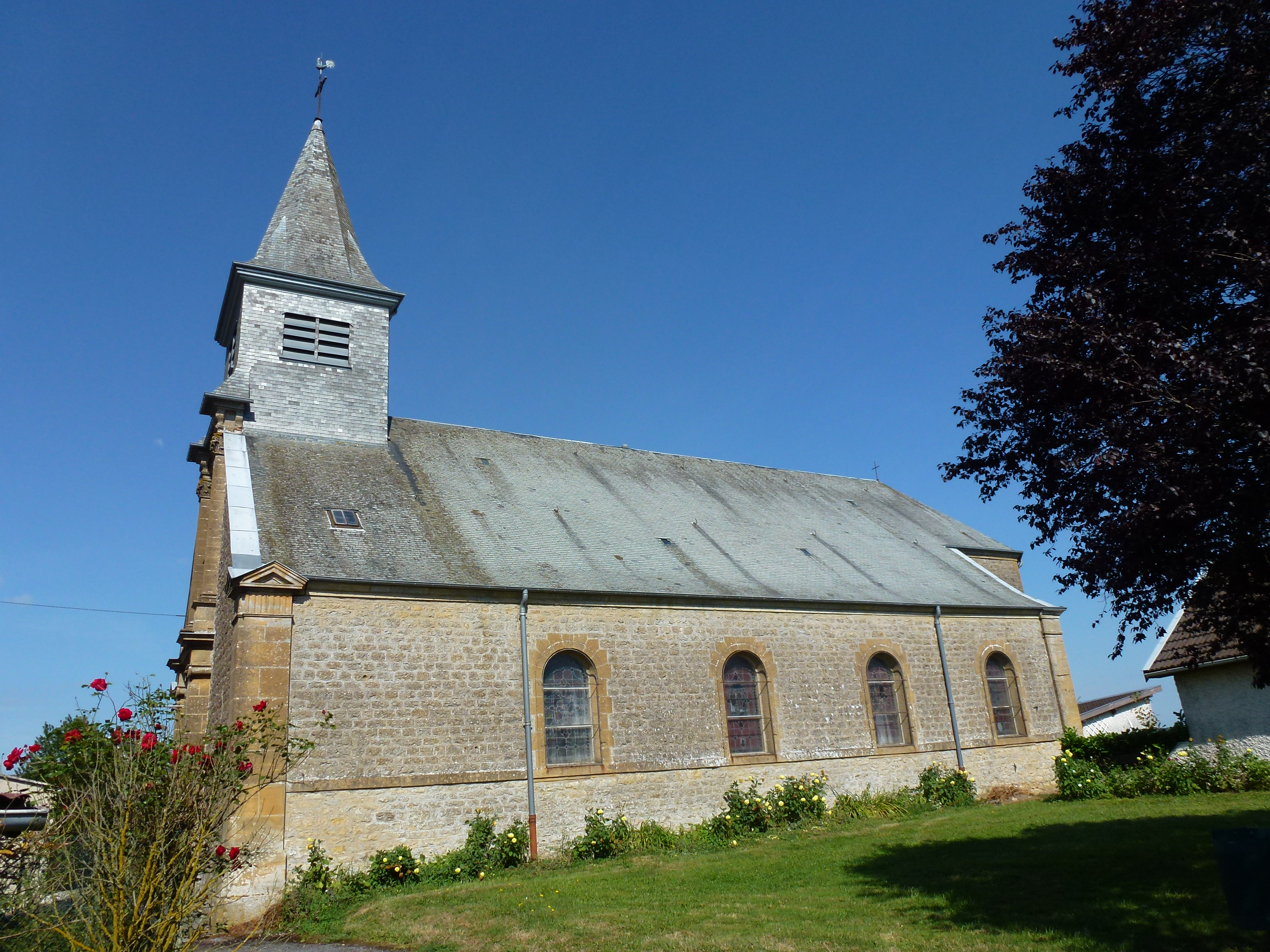
Kirche Saint-Vincent-de-Paul

- Kirche Saint-Vincent-de-Paul